# Bernardino Fabbian
Bernardino Fabbian (Resana, 11 febbraio 1950 – Montebelluna, 22 settembre 2023) è stato un calciatore italiano, di ruolo centrocampista.
È scomparso nel 2023 all'età di 73 anni per una grave malattia scoperta qualche mese prima.

## Carriera
Prodotto del vivaio interista, fa il suo esordio nel 1970 nell'incontro Verona-Inter (1-2). Il tecnico Heriberto Herrera compie una scelta precisa, escludendo dalla formazione i giocatori più anziani per immettere forze fresche, puntando molto sul giovane centrocampista trevigiano.
Fabbian gioca da titolare le prime partite, ma l'Inter stenta a decollare. Finché la crisi non arriva al punto tale che la società decide per l'esonero di Herrera e la sua sostituzione con Giovanni Invernizzi il quale, come prima mossa, toglie dal campo i giovani per ridare fiducia ai giocatori più esperti. Fabbian perciò deve cedere il passo a Gianfranco Bedin, divenendo riserva. Disputa comunque 17 gare, contribuendo allo scudetto nerazzurro.
L'anno successivo fa fatica a trovare posto in squadra, totalizzando 5 presenze in tutto. Nella stagione 1971-1972 prende parte alla partita contro il Borussia Mönchengladbach conclusasi con la sconfitta per 7-1 e passata alla storia per l'"episodio della lattina" che porta all'annullamento della gara e la sua ripetizione. Quella sera Fabbian ha il compito di marcare Günter Netzer, uno dei migliori giocatori della squadra tedesca.
A fine stagione viene ceduto alla Reggiana, con cui disputa 12 incontri. Torna all'Inter l'anno successivo e viene girato al mercato autunnale al Foggia, nelle cui file gioca alcune stagioni con alterne fortune, centrando la promozione in Serie A nella stagione 1975-1976, e, dopo un anno in prestito in Serie B al Novara e disputando, pur con sole 2 presenza in campionato in attivo, la stagione 1977-1978 in massima serie, chiusa dai satanelli al penultimo posto con conseguente retrocessione.
Nel 1978-1979 abbandona il calcio professionistico per scendere in Serie D ad Abano Terme.
In carriera ha collezionato complessivamente 34 presenze in Serie A e 63 presenze, con una rete, in Serie B.

## Palmarès

### Competizioni nazionali
- Campionato italiano: 1

Inter: 1970-1971